# Hatten (Németország)
Hatten település Németországban, azon belül Alsó-Szászország tartományban. Lakosainak száma 14 688 fő (2023. december 31.). Hatten Großenkneten, Dötlingen, Ganderkesee, Hude, Oldenburg és Wardenburg községekkel határos.

## Népesség
A település népességének változása:
| Lakosok száma | 14 084 | 14 201 | 14 111 | 14 440 | 14 608 | 14 688 |
|               | 2016   | 2017   | 2019   | 2021   | 2022   | 2023   |